# Mead’sche Säure
Die Mead’sche Säure ist eine Carbonsäure mit einer linearen Kette von 20 Kohlenstoffatomen und drei cis-Doppelbindungen. Die erste Doppelbindung beginnt am neunten Kohlenstoffatom vom Omega-Ende aus gesehen. Es ist eine dreifach ungesättigte Fettsäure. In der physiologischen Literatur wird die Säure deshalb mit dem Lipidnamen 20:3 (ω-9) bezeichnet.

## Geschichte
Die Mead’sche Säure gehört zu den Omega-9-Fettsäuren und wurde zuerst von dem Biochemiker James F. Mead beschrieben.

## Vorkommen
Die Mead’sche Säure ist die einzige mehrfach ungesättigte Fettsäure, die der menschliche Körper de novo herstellen kann. Ein erhöhtes Vorkommen dieser Fettsäure im Blut ist ein Hinweis auf einen Mangel an essenziellen Fettsäuren. Die Fettsäure wird besonders im Bindegewebe und anderen wenig durchbluteten Geweben angereichert.

## Physiologie
Durch Lipoxygenase wird Mead’sche Säure in verschiedene hydroxylierte Produkte umgewandelt (HETE). Diese können jedoch nicht als Vorstufen zu Prostaglandinen dienen.
Menschen und andere Säugetiere benötigen essenzielle Fettsäuren. Wenn durch die Nahrung unzureichend essenzielle Fettsäuren aufgenommen werden, insbesondere bei einem Mangel an Arachidonsäure, produziert der Körper Mead’sche Säure durch Verlängerung und Dehydrierung von Ölsäure.
Mead’sche Säure dient somit als Indikator für den Mangel an essenziellen Fettsäuren. In einer Studie wurden Patienten mit intestinaler Fettmalabsorption und Verdacht auf Mangel an essenziellen Fettsäuren untersucht. Ihr Blutspiegel von Mead’scher Säure lag 1263 % höher als bei der Kontrollgruppe.
Die Anreicherung von Mead’scher Säure führt in Zellen zur verringerten Expression von E-Cadherin und Desmoglein, zwei Zell-Zell-Adhäsionsproteinen. In der Folge wird eine Metastasenbildung durch Krebszellen erleichtert.